# Die Brücke
Die Brücke (na njemačkom most) je bila skupina njemačkih slikara ekspresionista. Osnovana je 1905. u Drezdenu, a raspuštena u Berlinu, 1913. Skupinu su sačinjavali studenti arhitekture s drezdenske tehničke škole: Fritz Bleyl, Erich Heckel, Ernst Ludwig Kirchner i Karl Schmidt-Rottluff, koji su bili glavni članovi grupe.
Ime su dobili su po rečenici iz Nietzscheovog djela Tako je govorio Zaratustra: "Čovjeka čini velikim što je most a ne cilj". 
Kirchner 1906. godine piše manifest. Grupa je jako prisno surađivala, slikali su zajedno i vjerojatno ne bi uspjeli kao pojedinci. Bili su pod utjecajem njemačke srednjovjekovne umjetnosti, Matthias Grünewalda, primitivne umjetnosti, plemenske afričke i umjetnosti oceanije, Van Gogha i Gaugena. Prihvaćaju i njeguju grafičku tehniku drvoreza kojeg su usvojili vjerojatno pod utjecajem Müncha. 
Ideja im je bila pobuna protiv običaja malograđanske srednje klase, čiji su pripadnici živjeli bez životnog žara. Borbeni duh i angažiranost najviše ih je razlikovala od fovista. Za vrijeme postojanja grupe održali su više od 20 izložbi.
1911. godine veći dio članova seli se u Berlin.
Bleyl odlazi 1909. godine, a grupi se priključuju među ostalima 1906. i Max Pechstein, a 1911. godine Otto Muller. Godine 1912. Pechsteina izbacuje Kirchner zbog izlaganja s "Novom Secesijom".
1967. u Berlinu im Schmidt-Rottluff otvara muzej.

## Vanjske poveznice
| portal: likovna umjetnost | portal: likovna umjetnost |

- www.bruecke-museum.de - muzej u Berlinu